# Tigist Assefa
Tigist Assefa (3 dicembre 1996) è una mezzofondista e maratoneta etiope, detentrice del record del mondo della maratona.
In carriera, ha vinto la medaglia d'argento nella Maratona alle Olimpiadi di Parigi 2024 con il tempo di 2h22'58''.

## Palmarès
| Anno | Manifestazione    | Sede       | Evento      | Risultato  | Prestazione | Note                                     |
| ---- | ----------------- | ---------- | ----------- | ---------- | ----------- | ---------------------------------------- |
| 2012 | Africani          | Porto Novo | 400 m piani | Semifinale | 55"58       |                                          |
| 2012 | Africani          | Porto Novo | 4x400 m     | 7ª         | 3'41"10     |                                          |
| 2013 | Africani juniores | Bambous    | 800 m piani | Bronzo     | 2'05"6      |                                          |
| 2013 | Africani juniores | Bambous    | 4x400 m     | Argento    | 3'42"2      |                                          |
| 2014 | Africani          | Marrakech  | 800 m piani | 4ª         | 2'00"43     |                                          |
| 2016 | Mondiali indoor   | Portland   | 800 m piani | Batteria   | 2'04"55     |                                          |
| 2016 | Giochi olimpici   | Londra     | 800 m piani | Batteria   | 2'00"21     | Miglior prestazione personale stagionale |
| 2024 | Giochi olimpici   | Parigi     | Maratona    | Argento    | 2h22'58"    |                                          |

## Campionati nazionali
2009
- Bronzo ai campionati etiopi, 400 m piani - 56"70

2011
- 7ª ai campionati etiopi, 400 m piani - 57"31

2013
- Oro ai campionati etiopi juniores, 800 m piani - 2'05"81

## Altre competizioni internazionali[1]
2014
- 4ª in Coppa continentale ( Marrakech), 800 m piani - 2'00"57
- Bronzo all'Athletissima ( Losanna), 800 m piani - 1'59"24
- 7ª al Memorial Van Damme ( Bruxelles), 800 m piani - 2'01"06
- Oro all'ISTAF Berlin ( Berlino), 800 m piani - 2'00"16

2015
- 8ª all'Athletissima ( Losanna), 800 m piani - 2'06"71

2019
- 5ª alla Mezza maratona di Valencia ( Valencia) - 1h08'24"

2022
- Oro alla Maratona di Berlino ( Berlino) - 2h15'37"

2023
- Oro alla Maratona di Berlino ( Berlino) - 2h11'53"

2024
- Argento alla Maratona di Londra ( Londra) - 2h16'23"

2025
- Oro alla Maratona di Londra ( Londra) - 2h15'50"

## Riconoscimenti
- Atleta mondiale dell'anno (2023)